# Leonidas Polk
Leonidas Polk (10 april 1806 – 14 juni 1864) was een Amerikaans militair en geestelijke. Hij was bisschop voor de Episcopaalse Kerk in het diocees van Louisiana en oprichter van de Protestantse Episcopaalse Kerk van de Geconfedereerde Staten van Amerika. Hij was eigenaar van een plantage in Maury County, Tennessee en een neef van president James K. Polk. Tijdens de Amerikaanse Burgeroorlog was hij een luitenant-generaal in het Confederate States Army.
Polk was een van de bekendere generaals tijdens het conflict die zijn rang had gekregen via een politieke benoeming en niet voor zijn eerdere militaire ervaring. Hij werd door president Jefferson Davis benoemd tot generaal voor zijn terreinkennis van de Mississippivallei. Hij had het bevel over eenheden tijdens de slagen bij Shiloh, Chickamauga, Merdian en tijdens de Tullahomaveldtocht en de  Atlantaveldtocht. Polk had voortdurende meningsverschillen met zijn bevelhebber generaal Braxton Bragg die aan het hoofd stond van het Army of Tennessee.  Polk sneuvelde tijdens de Atlantaveldtocht in 1864.

## Vroege jaren
Leonidas Polk werd geboren op 10 april 1806 in Raleigh, North Carolina. Hij was de zoon van kolonel William Polk en Sarah (Hawkins) Polk. Zijn vader was een veteraan uit de Amerikaanse Onafhankelijkheidsoorlog en een welvarende plantagehouder. Hij had Schotse voorouders en Hugenoten als voorvaders. Dankzij zijn aanstelling als hoofd landmeter voor het centrale district van Tennessee had hij 400 km² land vergaard.
Polk volgde kort les aan de Universiteit van North Carolina te Chapel Hill voor hij toegelaten werd tot de United States Military Academy in West Point. Tijdens zijn laatste jaar aan de militaire school verliet hij de Calvinistische Kerk. Hij werd door kapelaan Charles P. McIlvaine gedoopt in de Episcopaalse Kerk. Polk excelleerde in retoriek en filosofie. Op 1 juli 1827 studeerde hij af als 8ste in een klas van 38 kadetten. Hij werd benoemd tot gebrevetteerd tweede luitenant in de artillerie.
Korte tijd later, op 1 december 1827, nam Polk ontslag uit het leger om les te gaan volgen aan de Virginia Theological Seminary. Hij werd benoemd tot assistent van bisschop Richard Channing Moore in Richmond, Virginia. Moore gaf het akkoord om Polk in april 1830 te benoemen tot diaken tot men tot de ontdekking kwam dat Polk nooit zijn vormsel had gekregen. Net voor zijn wijding werd hij gevormd in St. John’s Episcopal Church in Fayetteville, North Carolina. Een jaar later werd hij tot priester gewijd. Op 6 mei 1830 trad Polk in het huwelijk met Frances Ann Devereux. Ze zouden samen 10 kinderen krijgen waarvoor er acht hun kindertijd zouden overleven.

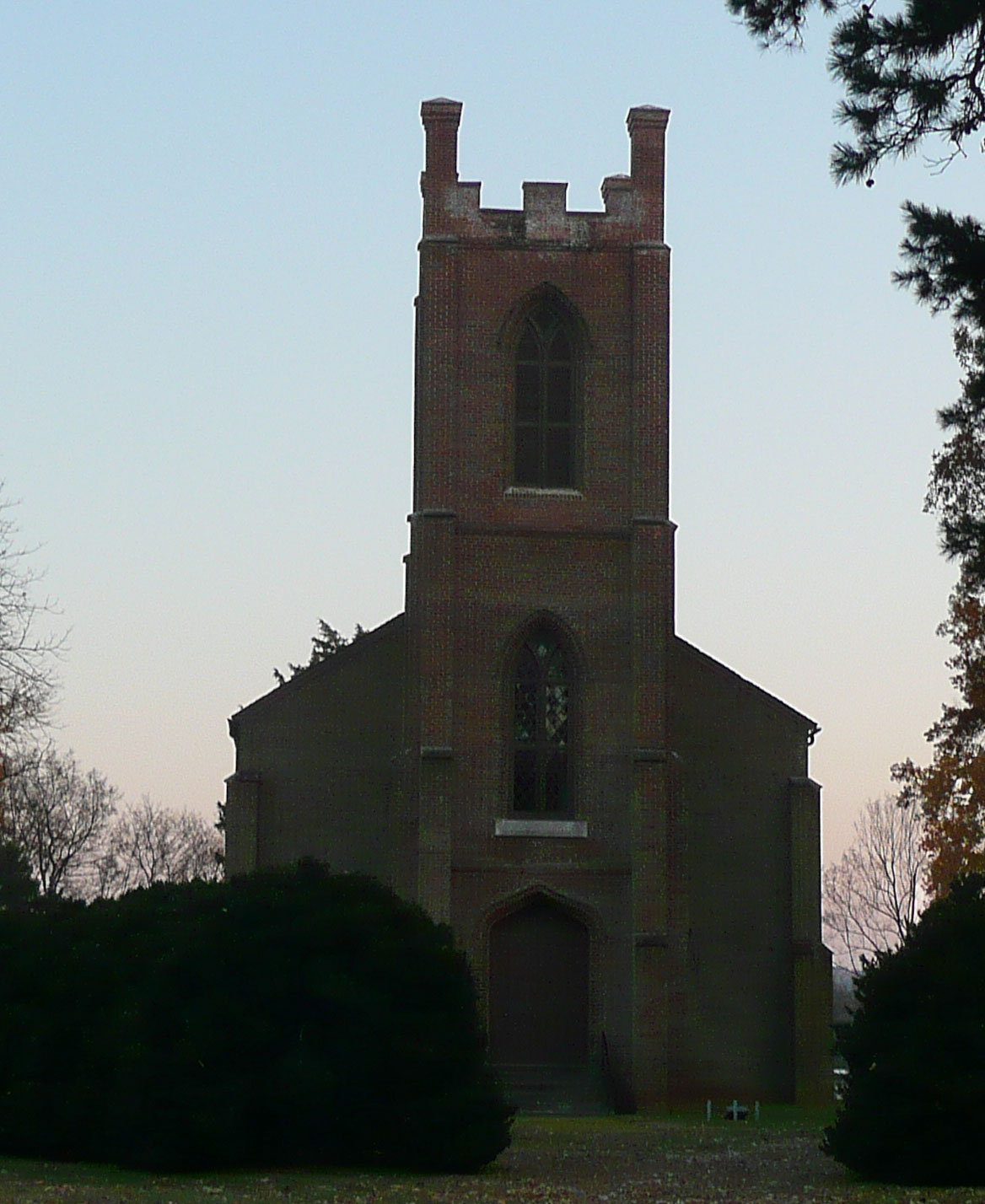
St. John's Episcopal Church in Ashwood

In 1832 verhuisde Polk met zijn gezin naar de Rattle and Snap, een landgoed in Maury County, Tennessee. Daar liet Ashwood Hall bouwen. Polk had ongeveer 100 slaven op zijn landgoed, het grootste aantal in de County. Samen met zijn vier broers bouwde hij St. John's Church die als familiekapel gebruikt werd. Hij diende als priester in St. Peter's Church in Columbia. In september 1838 werd hij benoemd tot bisschop van het zuidwesten en in oktober 1841 werd hij verkozen als eerste bisschop van Louisiana. Polk stichtte in 1857 de University of the South in Sewanee, Texas naar het model van de  Universiteit van Oxford en de Universiteit van Cambridge. Hij legde de eerste steen van complex op 9 oktober 1860.

## Amerikaanse Burgeroorlog

### Western Departement
Na het uitbreken van de Amerikaanse Burgeroorlog trok Polk zich terug uit de Episcopaalse Kerk en stichtte hij de Protestantse Episcopaalse Kerk van de Geconfedereerde Staten van Amerika. Hij hoopte dat er een vreedzame oplossing kon gevonden worden na de secessie van de Zuidelijke staten en was persoonlijk geen voorstander om de wapens op te nemen. Hij vertrouwde wel zijn strategische visie om de Mississippi-vallei te verdedigen toe aan papier en stuurde die op naar zijn oude vriend president Jefferson Davis. Hij stelde voor om Albert Sidney Johnston aan te stellen als bevelhebber van de regio om orde op zaken te stellen. Polk werd uitgenodigd door de president om zijn standpunten uit de doeken te doen in de Zuidelijke hoofdstad Richmond. Hij dineerde twee maal bij de president waarbij ook enkele ministers en Robert E. Lee aanwezig waren. Omdat Johnston nog in Californië zat en dus niet onmiddellijk beschikbaar was; stelde president Davis, tot ieders verrassing, voor om Polk als interim-bevelhebber te benoemen van Departement No. 2. Dit departement lag ruwweg tussen de Mississippi en de Tennessee en was ook gekend als het Western Departement. Polk twijfelde, maar nam uiteindelijk het aanbod aan en werd op 25 juni 1861 aangesteld als generaal-majoor in het Confederate States Army.

### Missouri
Op 13 juli arriveerde Polk in Memphis, Tennessee en richtte er zijn hoofdkwartier in. Zijn eerste taak was om het provisionele Army of Tennessee te integreren in het Zuidelijke leger. Tijdens dit proces werd de bevelhebber van dit leger, generaal-majoor Gideon Johnson Pillow ondergeschikt gemaakt aan Polk en gedemoveerd tot brigadegeneraal. De werkrelatie tussen beiden zou hierdoor een slechte start kennen. Eind juli gaf Polk het bevel aan Pillow om met 6.000 soldaten via de Mississippi op te rukken en New Madrid, Missouri in te nemen. Dit stadje lag in een scherpe bocht van de rivier en met goed geplaatste artilleriestukken kon de rivier van hieruit gecontroleerd worden. Na de succesvolle inname van het stadje werd Pillow naar Island Number Ten gestuurd om ook dit punt verder te versterken. Pillow negeerde echter dit order en stuurde zijn soldaten naar het oosten van Missouri om vandaar uit de vijand aan te vallen. Koeriers werden heen en weer gestuurd om Pillow tot de orders te roepen en uiteindelijk gaf Pillow toe.

### De invasie van Kentucky
Kentucky, een slavenhoudende staat en een strategisch belangrijke grensstaat verklaarde zich bij het begin van het conflict neutraal. Op 28 augustus 1861 gaf de Noordelijke generaal-majoor John C. Frémont het bevel aan zijn ondergeschikte, brigadegeneraal Ulysses S. Grant om naar Cape Girardeau in Missouri te gaan en het bevel van de troepen aldaar op zich te nemen. Ondertussen was kolonel Wagner, hoofd van de artillerie,  met twee kanonneerboten vertrokken vanuit Cairo, Illinois om de Zuidelijke fortificaties rond Belmont te vernietigen en het stadje in te nemen om de weg vrij te maken voor de verdere operaties richting Columbus, Kentucky. De volgende dagen bezette Wagner en zijn manschappen Belmont en wierpen verdedigingswerken op. Polk stuurde Pillow en zijn manschappen naar Kentucky om Hickman en Columbus in te nemen. Op 3 september kwamen de Zuidelijken aan land bij Hickman. De volgende dag werden ze door een uitbundige menigte verwelkomt in Columbus die met Zuidelijke vlaggen zwaaiden.
Volgens verschillende moderne historici was de inname van Columbus een blunder. De regering van Kentucky zag zich genoodzaakt om Noordelijke hulp in te roepen om de agressors te verdrijven waardoor de Noordelijken voor de rest van de oorlog Kentucky stevig in handen kregen. Andere historici benadrukken het sterke pro-Noordelijke kamp in de regering van Kentucky die dit als een gedroomde kans zagen de hulp in te roepen van het  Union Army.
Toen generaal Albert Sidney Johnston in september 1861 het bevel van het departement op zich nam, stuurde hij zelfs extra troepen om het bruggenhoofd verder uit te breiden door Bowling Green en de Cumberland Gap in te nemen. Polk stuurde 140 kanonnen naar Columbus. Op 20 januari 1862 schreef de Noordelijke Henry W. Halleck in een rapport dat er een sterke legermacht zou nodig zijn om de stad in te nemen en dat er veel slachtoffers zouden vallen bij een bestorming. Dankzij de inname van de stad door Polk was de Mississippi geblokkeerd voor Noordelijke scheepvaart tot in februari 1862. 

### Slag bij Belmont

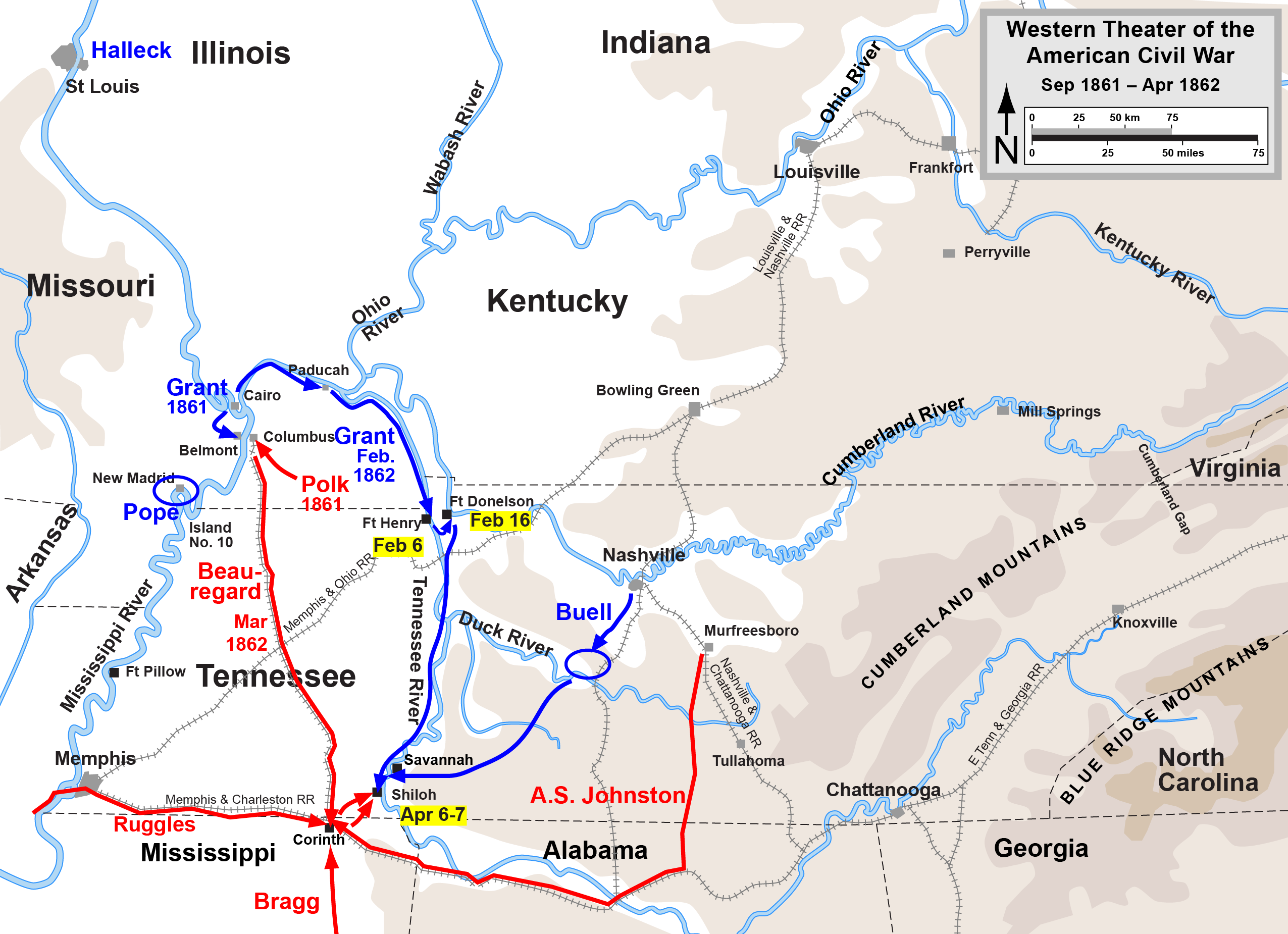
Operaties aan het westelijke front vanaf Belmont in November 1861 tot Shiloh in april 1862

Op 7 november 1861 voerde Grant een verrassingsaanval uit op het Zuidelijke kamp buiten Belmont. De kleine strijdmacht onder Pillow werd overrompeld en de Noordelijken namen het vijandelijke kamp in. Polk overschouwde de gevechten rond Belmont vanuit de fortificaties aan de overzijde van de rivier in Columbus en stuurde versterkingen. Deze versterkingen deden het tij keren. De Zuidelijken voerden een tegenaanval uit en doorbraken de Noordelijke slaglinie. Polk stak nu ook de rivier over om het bevel op zich te nemen, terwijl de Zuidelijke artillerie vanuit Columbus de Noordelijken onder vuur namen. De Noordelijken ontvluchtten het slagveld. Polk werd gefeliciteerd met deze overwinning. Polk raakte 4 dagen later gewond toen een kanon, de Lady Polk (vernoemd naar zijn echtgenote), ontplofte tijdens een demonstratie. De explosie doodde twee officieren en verschillende soldaten. Polk was enkele weken buiten strijd.

### Evacuatie van Columbus
Na de val van Fort Henry in februari 1862 kon Columbus niet langer behouden blijven. De Noordelijken konden een flankeerbeweging uitvoeren en Columbus afsnijden. Generaal P.G.T. Beauregard gaf op 20 februari 1862 het bevel aan Polk om de stad te evacueren. Het garnizoen werd opgedeeld waarbij een deel naar Island Number Ten werd gestuurd en andere eenheden, samen met Polk, naar Corinth, Mississippi werden overgebracht.

### Shiloh

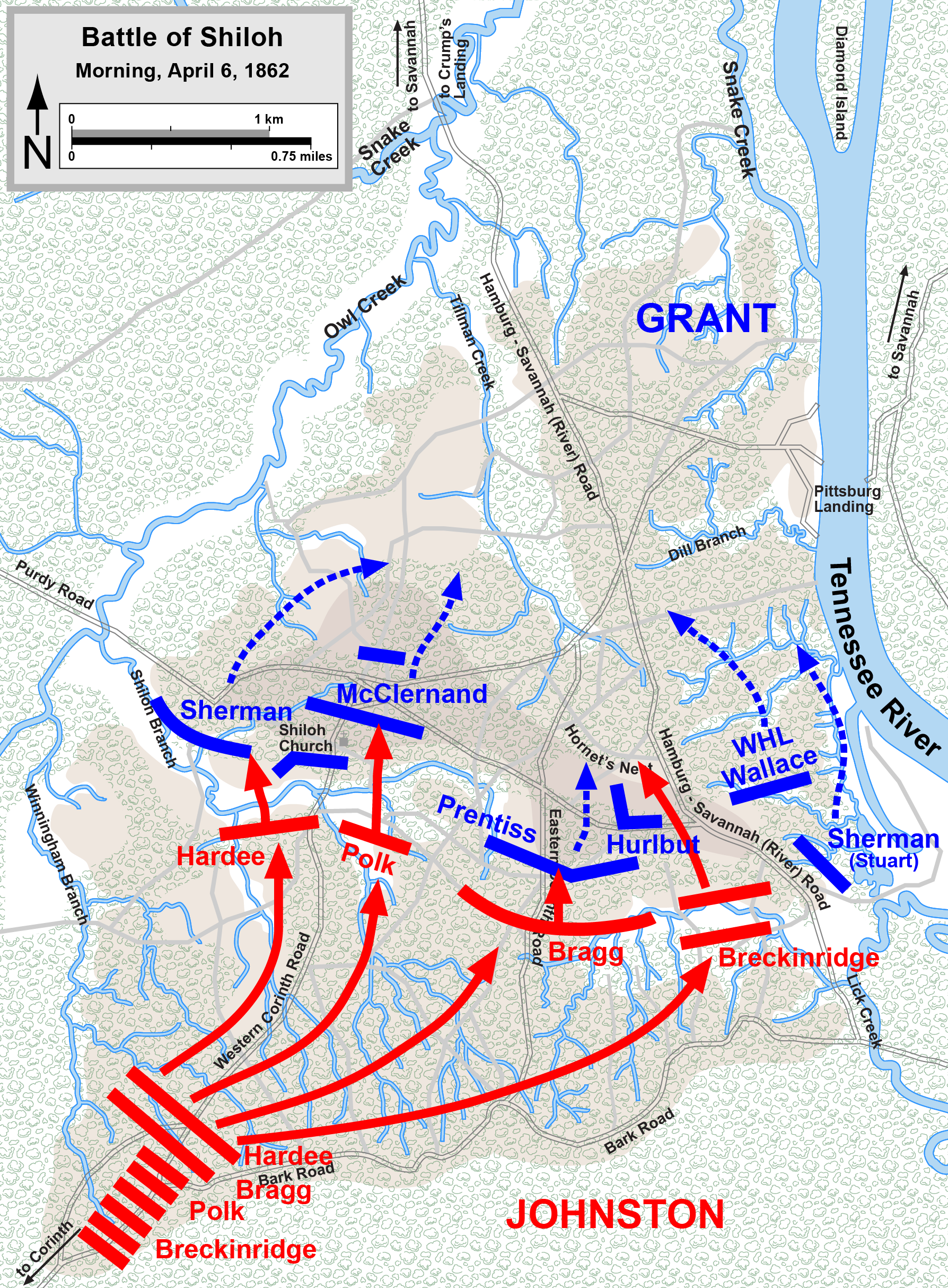
Kaart van de slag bij Shiloh, de ochtend van 6 april 1862.

In april 1862 kreeg Polk het bevel over First Corps in het Army of Mississippi onder leiding van generaal Albert Sidney Johnston. Johnstons voornemen was om het Noordelijke Army of the Tennessee, onder leiding van generaal-majoor Ulysses S. Grant, aan te vallen en te vernietigen bij Pittsburg Landing, Tennessee voor het versterkt kon worden door het Army of the Ohio onder leiding van generaal-majoor Don Carlos Buell. De opmars van het Zuidelijke leger van Corinth naar Pittsburg Landing werd geplaagd door vertragingen en misverstanden. Beauregard beschuldigde Polk van moedwillige vertragingen. Maar zowel Polk als de adjudant-generaal van het leger, kolonel Thomas Jordan spraken dit tegen. Beauregard wou de aanval afgelasten omdat hij vreesde dat het verrassingselement verloren was gegaan. Johnston, gesteund door Polk, duwde zijn aanvalsplan door.
De Slag bij Shiloh begon in de vroege uren van zondag 6 april 1862. Polks korps stond links achter Braxton Braggs korps opgesteld. Toen generaal-majoor William J. Hardees en Braggs eenheden een zware strijd leverden, stuurde Polk de reservebrigades naar  voor ter ondersteuning. Samen met de brigades van brigadegeneraal Charles Clark en brigadegeneraal Benjamin F. Cheatham schoot Polk Hardee te hulp waarbij ze de Noordelijken onder Sherman en McClernand voor zich uit duwden en verschillende aanvallen uitvoerden op het Hornet's Nest. Toen na een bloedige strijd de Noordelijken in het Hornet's Nest de strijd staakten, was het Polk die de overgave aanvaardde van de Noordelijke brigadegeneraal Benjamin M. Prentiss. Op het einde van de eerste dag trok Cheathams divisie zich terug naar het bivak om te rusten en te eten. Dit was echter niet gemeld aan Beauregard die na de dood van Johnston het bevel had overgenomen. Onbekend voor de Zuidelijken kregen de Noordelijken ondertussen versterkingen van het pas aangekomen Army of the Ohio.
Op 7 april 1862 voerden de Noordelijken een tegenaanval uit op het Zuidelijke leger. Polk kon nog net op tijd zijn divisie opnieuw in de slaglinie krijgen. Op het einde van de dag besliste Beauregard om de strijd te staken en het Zuidelijke leger terug te trekken naar Corinth.

### Perryville

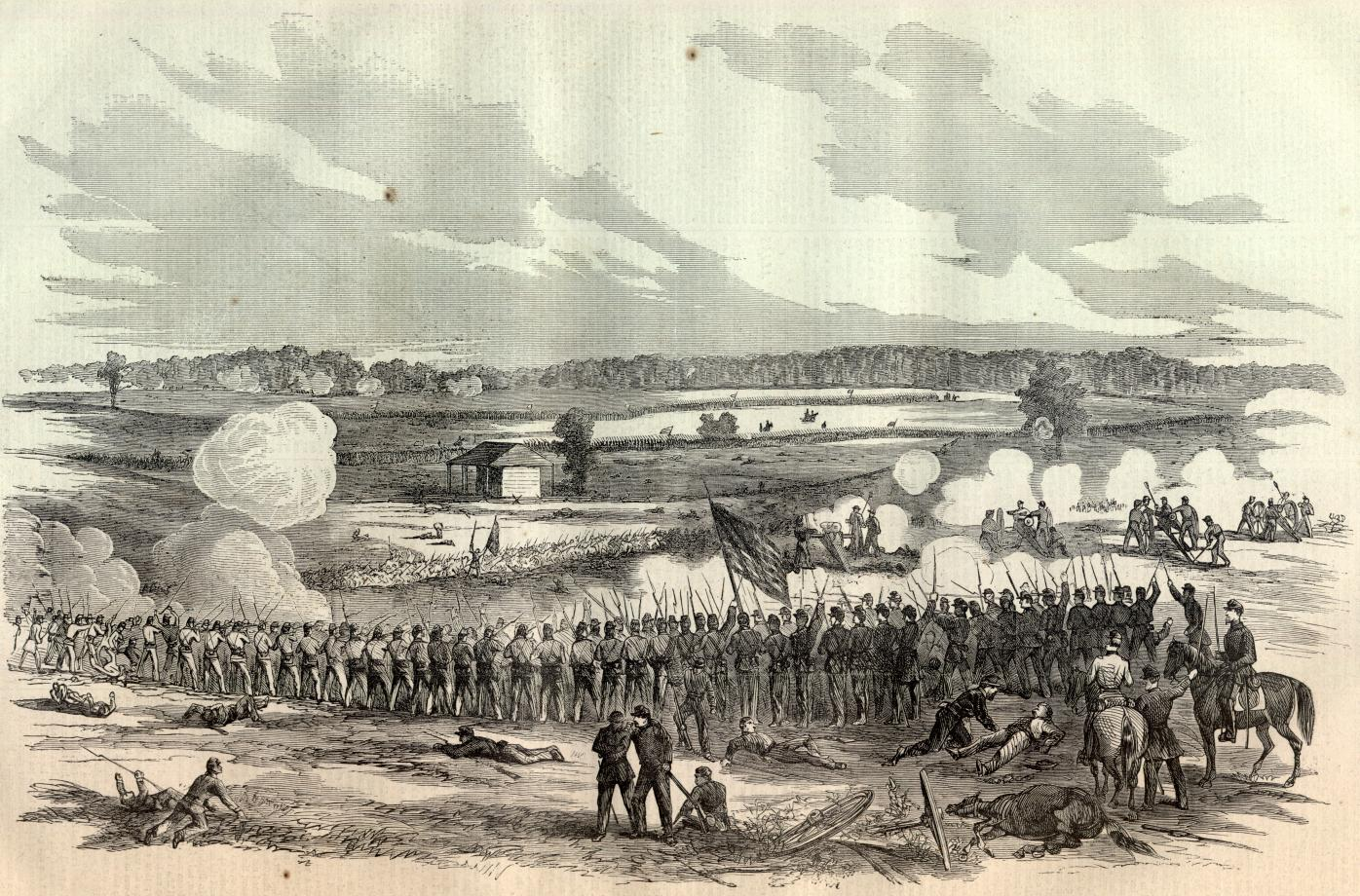
Slag bij Perryville in Harper’s Weekly

Ook tijdens de belegering van Corinth was Polk bevelhebber van het First Corps. Toen Beauregard op verlof vertrok wegens gezondheidsredenen, zonder dat dit goedgekeurd werd, verving president Jefferson Davis hem door Braxton Bragg. In de herfst van 1862 vielen Bragg en generaal-majoor Edmund Kirby Smith Kentucky binnen. Polk had het bevel over de rechtervleugel van het leger die uit de divisie van Cheatham bestond. Eind september kreeg Polk tijdelijke het bevel over het Army of Mississippi toen Bragg Frankfort, Kentucky bezocht om de inauguratie van de nieuwe (Zuidelijke) gouverneur bij te wonen. Op 1 oktober ging de Noordelijke generaal-majoor Buell tot de aanval over. Hij verdeelde zijn leger in vier kolonnes. 
Brigadegeneraal Joshua W. Sill rukte met 20.000 soldaten op naar Frankfort terwijl de hoofdmacht van ongeveer 55.000 soldaten oprukte naar Bardstown, waar Polk met een deel van het Zuidelijke leger gelegerd was. Bragg dacht dat de kleinere kolonne onder Sill de vijandelijke hoofdmacht was, maar nam toch nog de tijd om de inauguratie door te laten gaan. Hij gaf ook het bevel aan Polk om Buell in de flank aan te vallen. Bragg hoopte om Kirby Smiths onderdeel als aambeeld te gebruiken, terwijl Polk vanuit zuidwestelijke richting de vijandelijke strijdmacht zou aanvallen.
Polk negeerde dit bevel omdat hij slechts 16.000 soldaten onmiddellijk ter beschikking had en hij geen idee had over de sterkte van de vijandelijke eenheden voor hem. Toen duidelijk werd dat de Noordelijke hoofdmacht oprukte naar Bardstown en niet naar Frankfort bleek Polk zijn beslissing de juiste te zijn. Mocht hij Braggs bevel hebben uitgevoerd, zou hij tegenover het I corps van McCook komen te staan die 13.000 man sterk was. Dit zou Polk verhinderen om Bragg te ondersteunen waardoor Buell Polk en Bragg afzonderlijk zouden kunnen verslaan.
In de ochtend van 8 oktober 1862 reed Bragg naar Perryville. Hij was razend omdat Polk zijn bevel om onmiddellijk tot de aanval over te gaan niet had opgevolgd. Bragg was er ook nog altijd van overtuigd dat het niet het volledige Noordelijke leger was die voor hem stond. Toen hij in Perryville aankwam, nam hij onmiddellijk het bevel over en veegde alle argumenten van Polk en Kirby Smith van tafel. Bragg opende de aanval.
De Slag bij Perryville begon toen een Noordelijke divisie oprukte naar Peters Hill en net voor de Zuidelijke slaglinie stopte. Kort na de middag viel een Zuidelijke divisie de Noordelijke linkerflank aan waar het I Corps onder McCook stond. Zijn korps kon de druk niet aan en trok zich deels terug. Tijdens deze aanval vuurde Cheatham zijn troepen aan door: "Give 'em hell, boys!" te roepen waarop Polk als bisschop antwoordde: "Give it to 'em, boys; give 'em what General Cheatham says!"
Steeds meer Zuidelijke divisies werden in de strijd gegooid. De Noordelijke slaglinie hield stand en voerde zelfs tegenaanvallen uit. De druk werd echter te groot en enkele Noordelijke eenheden zetten het op een lopen. Buell, die zich op enkele kilometers van het strijdtoneel bevond, had geen idee wat er gaande was. Het zou tot de late namiddag duren voor hij versterkingen stuurde. Dankzij twee nieuwe brigades kon de Noordelijke linkerflank de slaglinie stabiliseren. De Zuidelijke aanval sputterde en viel stil. Drie Zuidelijke regimenten probeerden nog een aanval op een Noordelijke divisie bij Springfield Pike, maar de aanval werd  afgeslagen. Noordelijke eenheden achtervolgden de Zuidelijke regimenten tot in Perryville waar er nog tot het vallen van de avond schermutselingen plaatsvonden. Ondertussen had Buell genoeg versterkingen gestuurd zodat Braggs linkerflank bedrogen werd. De Zuidelijken hadden te weinig munitie en Bragg besliste om tijdens de nacht zijn eenheden terug te trekken via de Cumberland Gap naar oostelijk Tennessee.
Polk werd bijna gevangen genomen tijdens de laatste uren van de veldslag. Hij reed door een slaglinie en vroeg wie ze waren. 'De 22nd Indiana onder leiding van luitenant-kolonel Squire Keith.' werd er geantwoord. Polk, de op een na hoogste in rang, bevond zich tussen Noordelijke soldaten. Hij gaf het bevel om het vuren te staken. De noordelijke luitenant-kolonel vroeg wie hij was, maar Polk dreigde met een krijgraad indien hij het bevel niet zou opvolgen. De Noordelijken staakten het vuren waarop Polk terug naar zijn eigen linie reed.

### Army of Tennessee
Na de Slag bij Perryville waren Polk, Hardee en Kirby Smith niet te spreken over Braggs aanpak. Kirby Smith vroeg zijn overplaatsing aan en Polk en Hardee begonnen een eigen strijd om Bragg te laten ontslaan. Polk wou dit bewerkstelligen via zijn goede vriendschap met de president. Kort na de Kentuckyveldtocht ging Polk op bezoek bij de president om dit aan te kaarten. Ondanks de mislukte veldtocht bleef Bragg op post en werd Polk op 11 oktober 1862 bevorderd tot luitenant-generaal. In november werd de naam van het leger verandert in het Army of Tennessee waarbij Polk het bevel kreeg over het First Corps.

### Stones River
Na de mislukte invasie trok Bragg zich volledig terug uit Kentucky via de Cumberland Gap, Knoxville en Chattanooga. Daarna sloeg het leger af in noordwestelijke richting en stopte in Murfreesboro waar het aansluiting vond bij het Army of Kentucky onder leiding van Kirby Smith. Op 20 november werden  deze twee legers samengevoegd tot het Army of Tennessee. Het leger nam defensieve stellingen in langs de Stones River. President Abraham Lincoln zocht een vervanger voor Buell die in zijn ogen niet agressief genoeg was en vond die in generaal-majoor William S. Rosecrans, die zijn recente veldslagen bij Iuka en Corinth gewonnen had. Rosecrans verplaatste zijn XIV Corps, die al snel het Army of the Cumberland zou gaan heten, naar Nashville, Tennessee. Hoewel Rosecrans werd gewaarschuwd dat de president snel actie verwachtte, nam hij genoeg tijd om zijn leger te reorganiseren, te trainen (waaronder zijn cavalerie) en te bevoorraden. Het Noordelijke leger zette zich op 26 december 1862 in beweging.
Tijdens de nacht van 30 december 1862 riep Bragg zijn hoogste officieren samen. Hij wilde de volgende dag via de Nashville Pike aanvallen, maar uit rapporten bleek dat deze aanpak weinig kans van slagen zou hebben. Polk stelde voor om de vijandelijke rechterflank te keren. Bragg stemde hiermee in. De Zuidelijke linkerflank zou via een grote draaiende beweging de Noordelijke rechterflank aanvallen richting de Nashville Pike en de spoorweg. Het korps van Hardee opende de volgende dag de aanval die ondersteund werd door het korps van Polk. Ze overrompelden de Noordelijken onder leiding van McCook. Het hardnekkig  verzet van de divisie onder leiding van brigadegeneraal Philip Sheridan in het centrum voorkwam een volledig ineenstorting van de Noordelijke slaglinie. Ze namen een compacte defensieve stelling in met hun rug tegen de Nashville Pike. Herhaalde Zuidelijke aanvallen werden afgeslagen. Bragg stuurde de divisie van generaal-majoor John C Breckinridge naar voor om alsnog de Noordelijke linie te breken. De eenheden kwamen echter in gespreide slagorde aan en de verschillende kleinere aanvallen slaagden niet in hun opzet. Op 2 januari werd de strijd hervat toen Bragg het bevel gaf aan Breckinridge om een Noordelijke stelling op een heuvel ten oosten van Stones River aan te vallen. Breckinridge brak door de vijandelijke stellingen, maar werden even verderop neergemaaid door geconcentreerd artillerievuur. Bragg kreeg rapporten dat er nog meer Noordelijke eenheden onderweg waren en trok zich op 3 januari 1863 terug naar Tullahoma, Tennessee. Opnieuw morden Braggs officieren. Hoewel de slag zelf onbeslist was, had Bragg de Noordelijke opmars niet kunnen tegenhouden.
Hoewel Polk een groot deel van de plannen had opgemaakt voor de Slag bij Stones River, was zijn aanpak tijdens de slag allesbehalve goed te noemen. Zijn grootste fout was het nalaten om geconcentreerde aanvallen uit te voeren wat sneller tot een doorbraak zou geleid hebben tijdens de slag.

### Tullahoma
Bragg trok zijn leger terug naar de Duck River die 50 km verderop lag. Hij slaagde er niet in om de Noordelijke opmars naar Chattanooga te stoppen. Polk raadde zijn bevelhebber aan om terug te trekken om het gehavende leger te sparen.

### Chickamauga

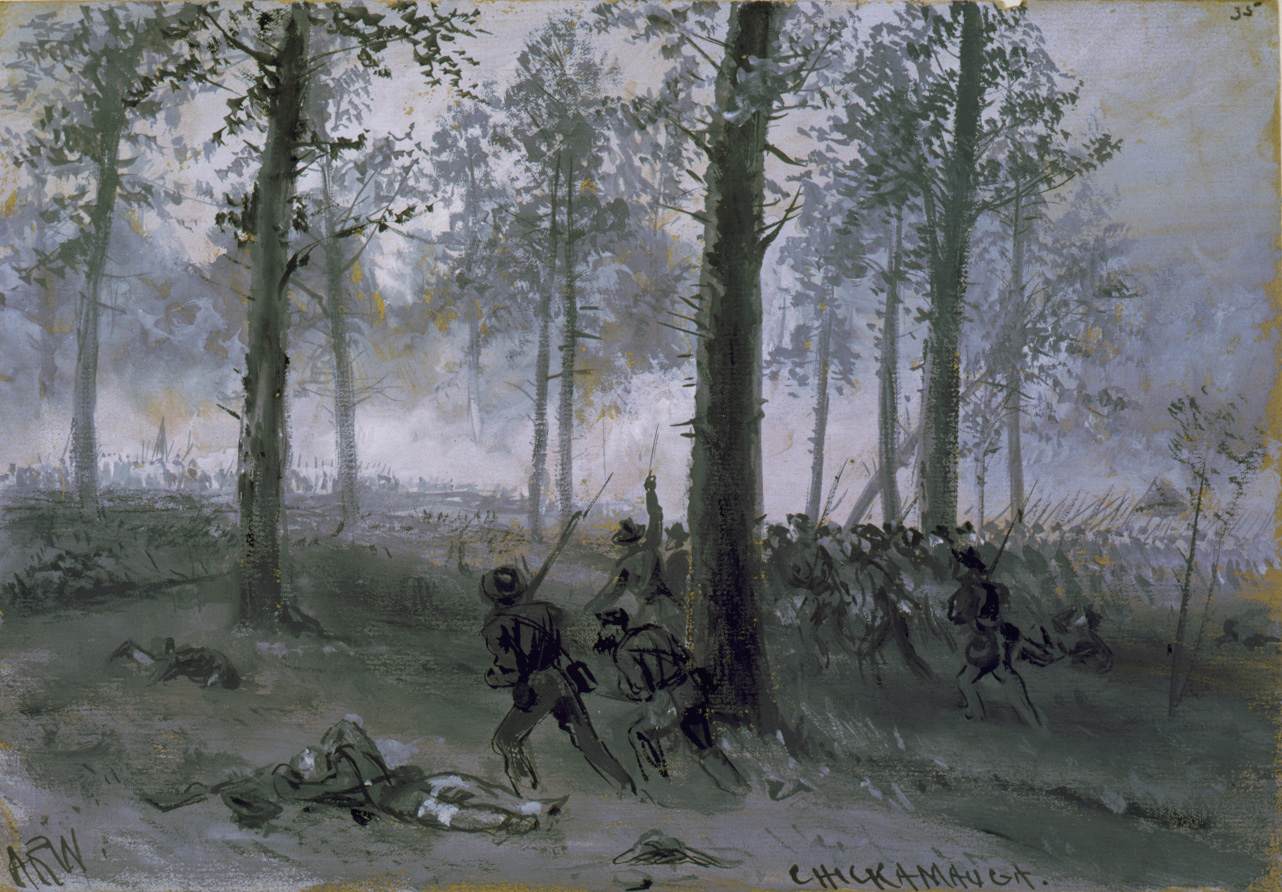
Zuidelijken eenheden rukken op tijdens de Slag bij Chickamauga (tekening van Alfred R. Waud)

Rosecrans manoevreerde Bragg uit Chattanooga waarop het Army of Tennessee zich terugtrok in de bergen in noordwestelijk Georgia. Rosecrans bleef druk op de ketel houden. Bragg wou op zijn minst een van de korpsen van Rosecrans aanvallen en vernietigen, terwijl ze doorheen de bergen trokken in afzonderlijke colonnes. Op 10 september deed er zich zo’n gelegenheid voor bij McLemore's Cove. Tot Braggs grote frustratie waren de divisies van generaal-majoors Thomas C. Hindman en Simon Bolivar Buckner te traag om het plan ten uitvoer te brengen. Enkele dagen later, op 12 september 1863, kreeg Bragg een nieuwe kans. Hij ontving inlichtingen over een Noordelijke divisie die zonder ondersteuning op pad was bij Pea Vine Road op 3 km van Polks hoofdkwartier. Polk kreeg het bevel om op 13 september aan te vallen en Bragg beloofde hem om versterkingen te sturen in de vorm van Hindsmans divisie en William H. T. Walkers reserve-eenheden. Polk had echter ook verkenners op pad gestuurd en  vond geen geïsoleerde Noordelijke eenheid, maar drie volledig divisies. Hij stuurde een koerier naar Bragg met deze informatie en nam zelf een defensieve stelling in. Toen Bragg op de 13de zelf naar Polk kwam, was hij razend dat Polk zijn bevel niet had uitgevoerd. Polk stuurde Cheathams divisie naar voren, maar de Noordelijken waren al verdwenen.
Bragg wou opnieuw het belangrijke knooppunt Chattanooga innemen. Hij werkte een plan uit om een deel van het Army of the Cumberland aan te vallen om daarna terug de stad in te nemen. Op 17 september rukte hij op in noordelijke richting om Crittendens korps aan te vallen. De volgende dag werden er schermutselingen uitgevochten bij Alexander's Bridge en Reed's Bridge terwijl de Zuidelijken de West Chickamauga Creek probeerden over te steken. De Slag bij Chickamauga begon op 19 september 1863. De Zuidelijke aanvallen slaagden er niet om de Noordelijke linies te breken. Na een lange dag kwam er niemand als winnaar uit de bus. Bragg maakte nieuwe plannen en voerde snel een reorganisatie door van zijn bevelstructuur nadat luitenant-generaal James Longstreet rond 23.00 uur was gearriveerd. Polk kreeg de rechtervleugel onder zijn bevel en zou ondersteund worden door luitenant-generaal Daniel H. Hill als onderbevelhebber. Longstreet kreeg de linkervleugel onder zijn hoede. De hernieuwde aanval zou echelonsgewijs plaatsvinden beginnend bij de Zuidelijke rechterflank. Longstreet zou dus pas in actie komen nadat Polk aanviel.
Polks aanval liep bijna vier uur vertraging op. De koeriers met Braggs instructies slaagden er niet in om Hill te lokaliseren, omdat hij verdwaald was en Polks hoofdkwartier niet kon vinden. Toen Polk eindelijk Hill gevonden had, nam het nog de nodige tijd in beslag om de nodige voorbereidingen te treffen. Deze vertraging gaf de Noordelijke verdedigers de kans om hun stellingen te versterken. Bragg gaf Polk de schuld van deze blunders.
In de late voormiddag kreeg Rosecrans (verkeerde) informatie over een gat in zijn slaglinie. Om dit gat te dichten, verplaatste Rosecrans eenheden waardoor er een echt gat ontstond. Dit gat ontstond voor de ogen van Longstreet. Hij ging onmiddellijk tot de aanval over met zijn acht brigades sterke strijdmacht. De Noordelijke linie brak vrijwel volledig. Het Army of the Cumberland vluchtte in paniek van het slagveld en sleurde hun bevelhebber Rosecrans mee. Chickamauga was een grote tactische overwinning voor Bragg. Dankzij een sterk achterhoede gevecht van de Noordelijke generaal-majoor George H. Thomas kon het Noordelijke zich in veiligheid brengen. Bragg koos ervoor om Chattanooga te belegeren en niet om het Noordelijke leger te achtervolgen en te vernietigen.
Polk werd na de slag uit zijn functie ontgeven en naar Atlanta, Georgia gestuurd. Polk protesteerde in een brief aan de minister van oorlog over dit onrecht en vroeg om een onderzoekscommissie. Er zou nooit een onderzoek gevoerd worden en Bragg werd opnieuw in zijn positie bevestigd door president Davis alhoewel verschillende hogere officieren zich hadden beklaagd over Bragg.

### Meridian
President Davis gaf Polk het commando over het Departement of Mississippi and East Louisiana (23 december 1863 tot 28 januari 1864) en daarna over het Departement of Alabama and East Mississippi (28 januari 1864 tot 4 mei 1864). Na het vertrek van generaal Joseph E. Johnston, toen die de ontslagen Bragg moest vervangen, werd Polk de hoogste bevelhebber in Mississippi. In februari 1864 voerde de Noordelijke generaal-majoor William T. Sherman een aanval uit op het spoorwegenknooppunt van Meridian om zo de Zuidelijke bevoorrading te verzwakken. Indien Sherman erin zou slagen om Meridian te veroveren wou hij verder oprukken naar Selma, Alabama en Mobile bedreigen om zo Zuidelijke eenheden naar deze stad te lokken. Sherman vertrok op 3 februari 1864 met 20.000 soldaten vanuit Vicksburg. Hij gaf ook het bevel aan brigadegeneraal William Sooy Smith om met 7.000 cavaleristen vanuit Memphis, Tennessee te vertrekken en via Okolona en de Mobile and Ohio Railroad op te rukken. Samen zouden ze Meridian aanvallen.
Polk had 9.000 soldaten ter zijner beschikking en wou een rechtstreekse confrontatie met Shermans infanterie uit de weg gaan. Hij stuurde zijn cavalerie, onder leiding van generaal-majoor Stephen D. Lee, in noordelijke richting om samen met generaal-majoor Nathan Bedford Forrests cavalerie de Noordelijke cavalerie tegen verslaan. Ondertussen gaf hij de nodige instructies aan zijn infanterie-officieren om te vertrekken uit Meridian. Op 14 februari vertrok de infanterie met vrijwel alle voorraden uit Meridian en Enterprise, Alabama. Alle voedselvoorraden, uitgezonderd bepaalde maisopslagplaatsen, werden geëvacueerd. Ook werden alle werktuigen en vrijwel alle karren meegenomen. Diezelfde dag trok Sherman het verlaten Meridian binnen. Terwijl Sherman op de cavalerie van Sooy Smith wachtte, liet hij alle spoorweginfrastructuur, depots, pakhuizen, ziekenhuizen, kantoren en hotels vernietigen. Polk drong er bij Forrest en Lee op aan om de Noordelijke cavalerie te verslaan. Zo zou Shermans leger waarschijnlijk op langere termijn verhongeren.
Tijdens de Slag bij Okolona op 22 februari 1864 werd Sooy Smith verslagen door Forrest. Toen Sherman geen berichten meer kreeg van zijn cavalerie trok hij zijn leger terug naar Vicksburg. Polk keerde onmiddellijk terug naar Meridian en zette ploegen aan het werk om de schade te herstellen. Tegen 24 maart 1864 was de spoorweginfrastructuur hersteld. Polk werd gefeliciteerd door de president voor zijn aanpak.

### Atlantaveldtocht en overlijden
In mei 1864 kreeg Polk het bevel om eenheden naar generaal Johnston te sturen in Georgia om hem bij te staan tijdens de Atlantaveldtocht tegen Sherman. Polk bracht 14.000 soldaten met zich mee. Toen hij aankwam in Dalton werd hij hartelijk verwelkomd door Johnston. "Hij schudde zijn hand en zei: 'Hoe kan ik je ooit bedanken? Ik vroeg om een divisie en u brengt een volledig leger mee." Polk nam op 12 mei het bevel op zich van het Third Corps van het Army of Tennessee. Er werd doorgaans naar verwezen als het Army of Mississippi. Door zijn rang werd Polk de plaatsvervanger van Johnston. Bij zijn aankomst op het hoofdkwartier werd Polk vergezeld door luitenant-generaal John Bell Hood die hem verzocht om gedoopt te worden door Polk. Iets wat de generaal-bisschop een groot plezier deed.
Door een reeks van flankeerbewegingen dwong Sherman de Zuidelijken om telkens opnieuw hun sterke defensieve stellingen te verlaten om zo hun communicatielijnen open te houden. Johnston werd steeds Dichter naar Atlanta geduwd. Na de Slag bij Resaca ontving Polk een brief van de echtgenote van Johnston waarbij ze vroeg aan Polk om haar man te dopen. Op 18 mei werd Johnston gedoopt door Polk met Hood en Hardee als getuigen.
Op 14 juni verkende Polk met zijn stafofficiern de vijandelijke stellingen bij Marietta. Daar werd hij geraakt door een Noordelijke 3-inch (76 mm) granaat bij Pine Mountain. Toen Sherman de Zuidelijke generaals, met Polk, Hardee, Johnston en hun staf waarnam, gaf hij het bevel aan generaal-majoor Oliver O. Howard, bevelhebber van het IV Corps, om het vuur op hen te openen. Battery I, 1st Ohio Volunteer Light Artillery opende enkele minuten later het vuur. De eerste granaat viel in de buurt en de tweede viel nog dichter waardoor de officieren zich uit te voeten probeerde te maken. De derde granaat raakte Polk in de linkerarm, ging door zijn torso en verbrijzelde ook zijn rechterarm. Polk stierf ter plaatse.
Hoewel Polk niet altijd een succesvolle generaal was, bleek hij enorm populair bij zijn soldaten. Zijn verlies werd door iedereen in het Army of Tennessee gedragen. Zijn begrafenis in Saint Paul's Church in Augusta was een van de grootste tijdens de oorlog. Zijn vriend, bisschop Stephen Elliott, was de voorganger tijdens de druk bijgewoonde dienst. Zijn lichaam werd onder het altaar begravan. In 1945 werd zijn stoffelijke resten, samen met die van zijn vrouw, herbegraven in de Christ Church Cathedral in New Orleans, Louisiana.